# Palmerinella
Palmerinella es un género de foraminífero bentónico de la subfamilia Palmerinellinae, de la familia Epistomariidae, de la superfamilia Asterigerinoidea, del suborden Rotaliina y del orden Rotaliida. Su especie tipo es Palmerinella palmerae. Su rango cronoestratigráfico abarca desde el Mioceno superior hasta la Actualidad.

## Clasificación
Palmerinella incluye a las siguientes especies:
- Palmerinella diminuta
- Palmerinella ecuadorensis
- Palmerinella gardenislandensis
- Palmerinella palmerae
  - Palmerinella palmerae diminuta
  - Palmerinella var. typica
- Palmerinella raoi